# Position du col de l'utérus
La position du col de l'utérus varie pendant le cycle menstruel de la femme, il s'agit d'un indice de la fertilité féminine qui peut être utilisé pour encourager ou éviter une grossesse.
En effet le col est dur, bas et fermé pendant les périodes non fertiles et mou, haut et ouvert pendant les périodes fertiles.
L'avantage de cet indice par rapport aux autres est qu'il n'est pas beaucoup affecté par les facteurs extérieurs. Certains gynécologues, ou moniteurs de planification familiale naturelle peuvent guider les femmes dans leur apprentissage.